# José Carlos Vasconcelos
José Carlos Torres Matos de Vasconcelos GOIH • GCIH • GCL (Freamunde, 10 de setembro de 1940) é um advogado, jornalista e escritor português.

## Biografia
Licenciado em Direito, pela Faculdade de Direito da Universidade de Coimbra, pertence a uma geração de estudantes dessa universidade onde constam Manuel Alegre, Fernando Assis Pacheco ou José Augusto da Silva Marques. Foi dirigente da Associação Académica de Coimbra e chefe de redação do semanário Via Latina, órgão oficial da AAC, e que obteve uma projeção significativa no período da luta dos estudantes contra a ditadura, em 1961-62. Foi também colaborador da revista Vértice. Advogado — chegou a ser encarregue da defesa de António Areal, José Rodrigues, João Perry, António Barahona da Fonseca e Eunice Muñoz quando estes foram alvo de um processo por alegado consumo de drogas, na década de 1970 — profissionalizou-se ao mesmo tempo como jornalista, após entrar, em 1966, no Diário de Lisboa. Já depois do 25 de abril de 1974 seria diretor-adjunto do Diário de Notícias e um dos fundadores do semanário O Jornal, de que veio a ser diretor. Atualmente pertence à direção editorial da revista Visão e é director do Jornal de Letras. Foi dirigente do Sindicato dos Jornalistas. Foi deputado à Assembleia da República, eleito pelo extinto Partido Renovador Democrático, de que foi um dos fundadores.

## Obras
- Canções para a Primavera (1960);
- Tempo de elegia (1961);
- Corpo de esperança (1964);
- Elegias : vértice (1965);
- De poema em riste (1970);
- Liberdade de imprensa : lei de imprensa  (1972);
- Poemas para a revolução (1975);
- De águia a zebra (1978);
- O mar a mar a Póvoa : poemas com nove estudos de Júlio Resende  (2001);
- Repórter do coração (2004);
- Arco, barco, berço, verso (2005);
- Caçador de pirilampos (2007);
- Conversas com Saramago : os livros, a escrita, a política, o país, a vida  (2010);
- O sol das palavras (2010);
- A fantástica história de Florzinha, gota de água  (2010);
- Arco, barco, berço, verso (2010);
- A gaivota e o passaroco  (2011);
- O mar a mar a Póvoa : II (2013);
- Manta 90-40 : 90 anos de vida, 40 anos da edição das Caricaturas Portuguesas dos Anos de Salazar (2018);
- Uma relação exemplar, intelectual, política, humana : António José Saraiva e Óscar Lopes (2018).

## Condecorações
- Grau de Grande-Oficial da Ordem do Infante D. Henrique (9 de junho de 2000)[2]
- Grau de Grã-Cruz da Ordem do Infante D. Henrique (10 de setembro de 2022)[2]
- Grau de Grã-Cruz da Ordem da Liberdade (11 de julho de 2024)[2]